# Новотурбаслинские курганы
Новотурбаслинские курганы — археологический памятник, датирующийся 6—8 веком н.э. Курганы находятся в 4,5 км к востоку от села Тугай Благовещенского района, на правом берегу реки Белая. 
Открыты и исследованы в 1878 году Ф. Д. Нефёдовым, в 1957—58 годах Н. А. Мажитовым.

## Находки
Курганы состоят из могильников с земляными насыпями (диаметр 8—22 м, высота 0,1—1 м). Состоят из более 80 курганов, раскопано 70. Под каждым из изученных курганов обнаружено от 1 до 8 захоронений. Под несколькими курганами найдено по одному впускному погребению.
Умершие погребены в глубоких могильных ямах (до 1,5 м) вытянуто на спине, головой преимущественно направлены на север, встречаются могилы с подбоями. На черепах имеются следы искусственной деформации. В насыпях курганов встречаются остатки ритуальных кострищ, кости лошади.
Керамика представлена сосудами турбаслинской культуры (крупные кругло- или плоскодонные с шаровидным или удлиненным туловом, высокой прямой шейкой, без орнамента или орнаментированы ямочными наколами, косыми насечками). Погребальный инвентарь составляют украшения (серьги, подвески, перстни, янтарные и стеклянные бусы, зол. нашивки), серебряные предметы поясной гарнитуры, кости животных. Племена, оставившие Новотурбаслинские курганы, относились к европеоидному антропологическому типу.
Материалы хранятся в Музее археологии и этнографии.